# Большая Троицкая улица
Большая Троицкая улица (бел. Вялікая Траецкая вуліца) — улица в историческом центре Гродно, одна из самых древних в городе. Длина — около 700 м. По улице ходит общественный транспорт — троллейбус.
Проходит от улицы Давида Городенского до Виленской улицы через места, которые раньше были еврейским кварталом. Перспективу улицы со стороны Немана замыкает Старый замок. На улице расположено  две синагоги, одна из них — Хоральная, одна из крупнейших в Белоруссии.
Пересекатся а с улицами Октябрьская, Доминиканская, Найдуса. Движение транспорта двустороннее, по одной полосе в каждом направлении.
Почтовый индекс — 230023

## Известные здания

### Нечётная сторона

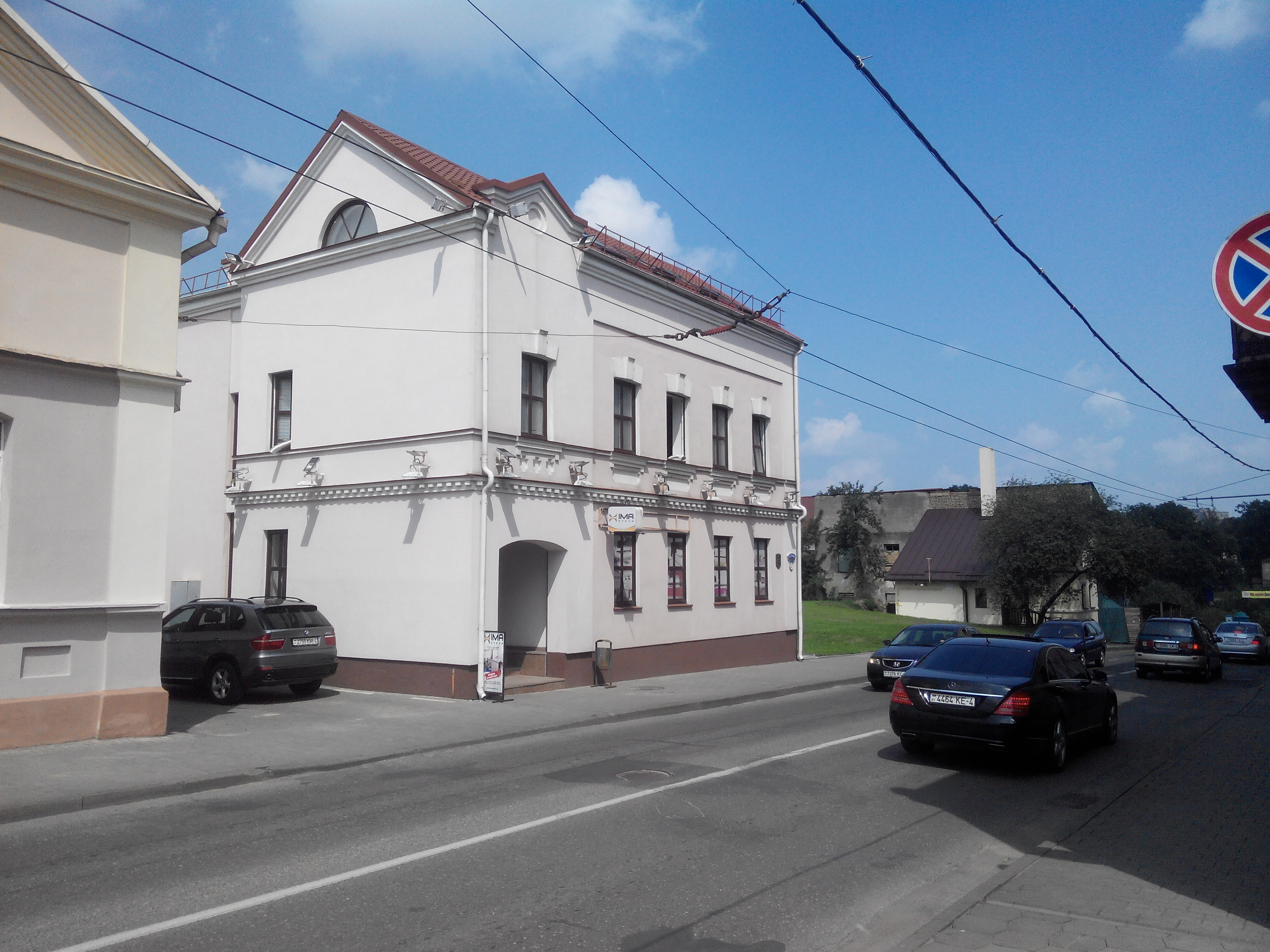
Дом № 11

№ 11 — Двухэтажное здание. Построено во второй половине XIX в., реконструировано — в 2009 году. Историко-культурная ценность Белоруссии, шифр 413е000650. 
№ 13  — двухэтажное здание, известное как молитвенная школа Хаем Адам. Построена в 1875 году (по другим сведениям, еще раньше — до 1867 года) в стиле эклектики. в школе учился еврейский поэт Лейб Найдус. Историко-культурная ценность Белоруссии, шифр 413е000650.

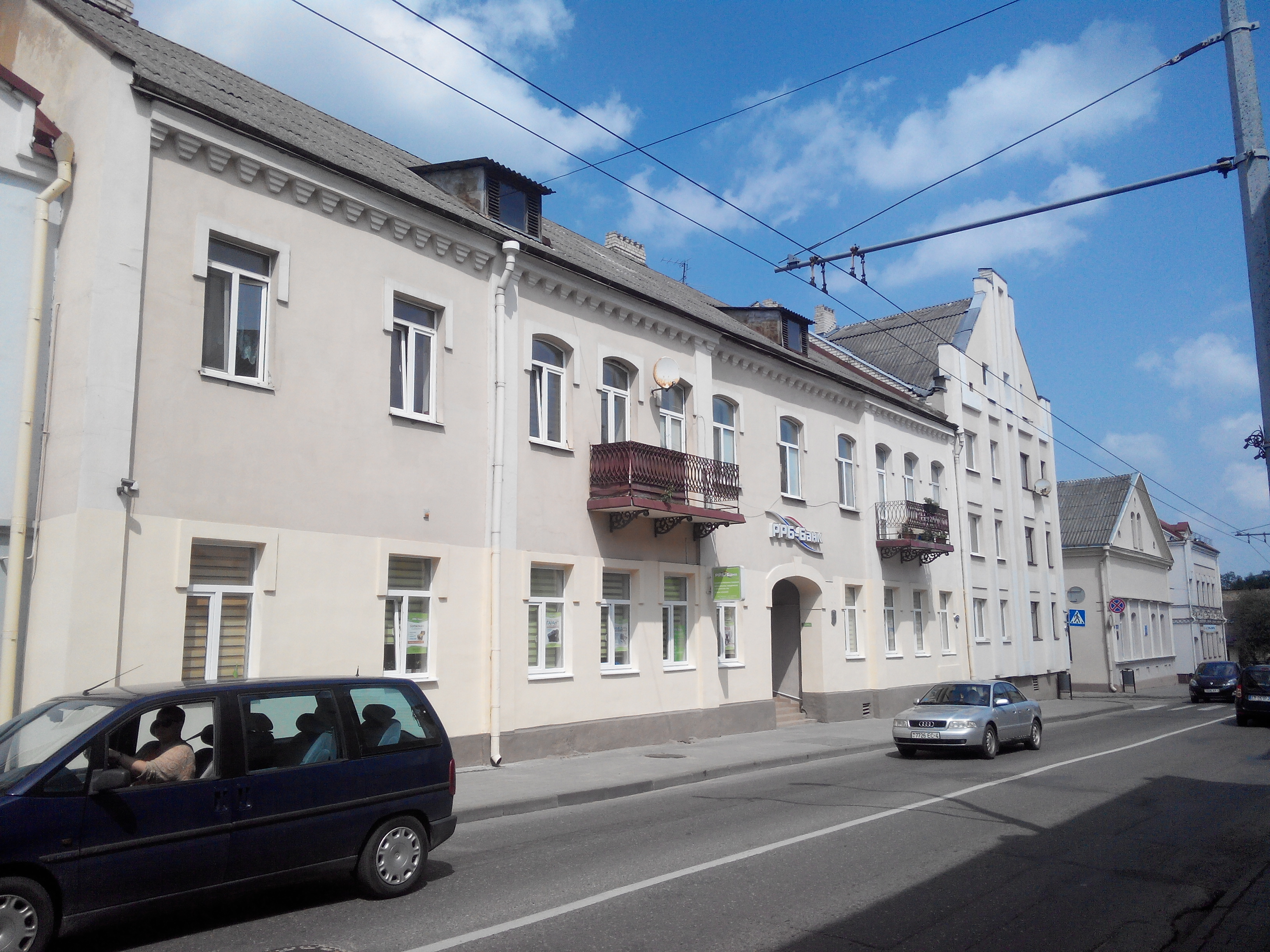
Дом № 17

№ 17 - Двухэтажное здание. Примыкает к зданиям № 15 и 19. Историко-культурная ценностьБелоруссии, шифр 413е000650. Сохранился арочный проезд, который стал входом в дом.

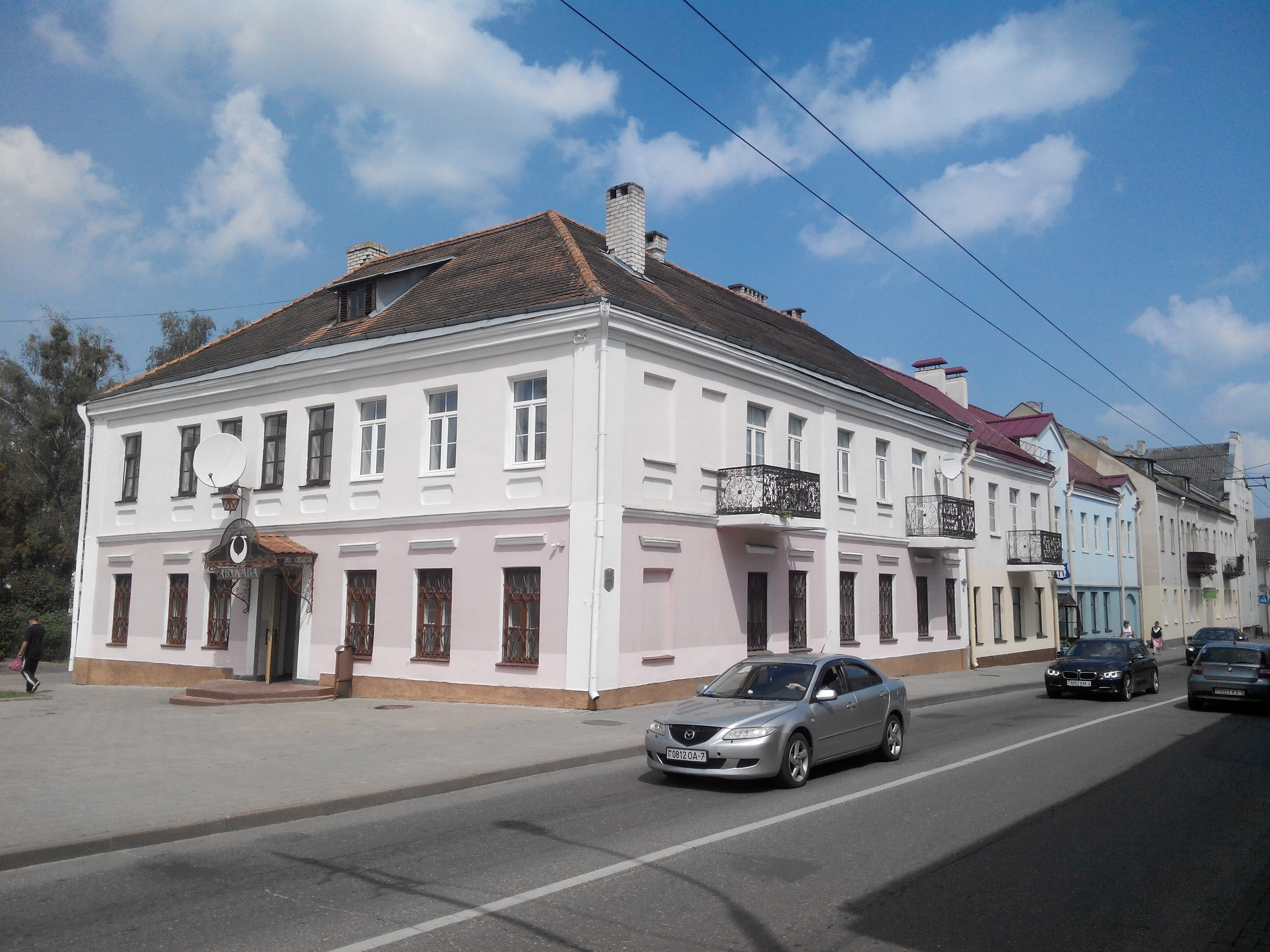
Дом № 21

№ 21  — Двухэтажное здание, построенное в конце XIX века. в стиле эклектики. Историко-культурная ценность Белоруссии, шифр 413е000650. Дом оштукатурен. Карниз и декоративный подоконный пояс профилированный. Окна второго этажа отделаны подоконными кирпичными наличниками. Внешний вид здания сильно изменен во время капитальных ремонтов.
№ 59а  — Трехэтажное здание Большой хоральной синагоги. Историко-культурная ценность Белоруссии, шифр 412Г000029. Построено около 1575-1578 гг., перестроено в первой половине XVII в., 1880-х гг., 1902-1905 гг.

### Чётная сторона
№ 2  — Двухэтажное здание, известное как дом еврейской общины-Талмуд Торо. Историко-культурная ценность Белоруссии, шифр 413е000650 год постройки дома — 1888 год, по другим данным — 1899 год. Поначалу дом был, скорее всего, неоштукатуренным.
№ 8  — Двухэтажный оштукатуренный кирпичный дом. Построен в 1880 году в стиле эклектики.  Историко-культурная ценность Белоруссии, шифр 413е000650.

Декоративная отделка дома сосредоточена на втором этаже парадного фасада. Карниз и декоративный межэтажный пояс профилированные, окна второго этажа отделаны подоконными кирпичными наличниками. По центру фасада находится кованый балкон.
№ 14  —  Двухэтажное здание конца XIX века. Историко-культурная ценность Белоруссии, шифр 413е000650. Дом оштукатурен, карниз и декоративный межэтажный пояс профилированные. Окна второго этажа отделаны наличниками. Украшения здания сильно пострадали во время капитального ремонта; в 90-х годах была сделана пристройка. Жилой дом.
№ 16  — Двухэтажное здание, которое получилось в результате объединения зданий 1880-1889 гг. Историко-культурная ценность Белоруссии, шифр 413е000650. Здание — пример эклектики.
№ 32  — Двухэтажное здание. Построено в 1925 году из желтого кирпича, изначально не оштукатурено, сейчас сильно переделано. Историко-культурная ценность Белоруссии, шифр 413е000650. Фасад отделан пилястрами.

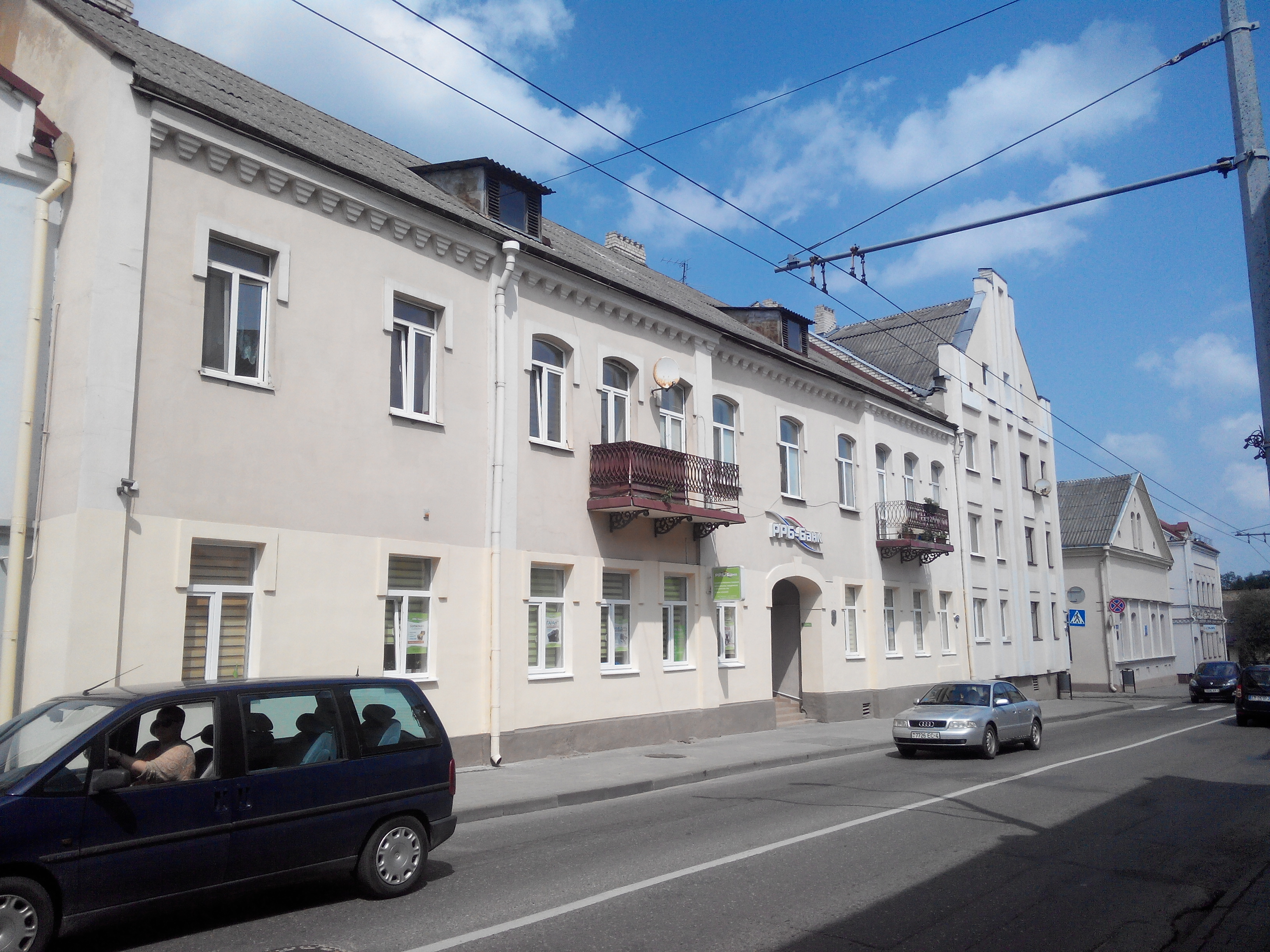
Дом 17
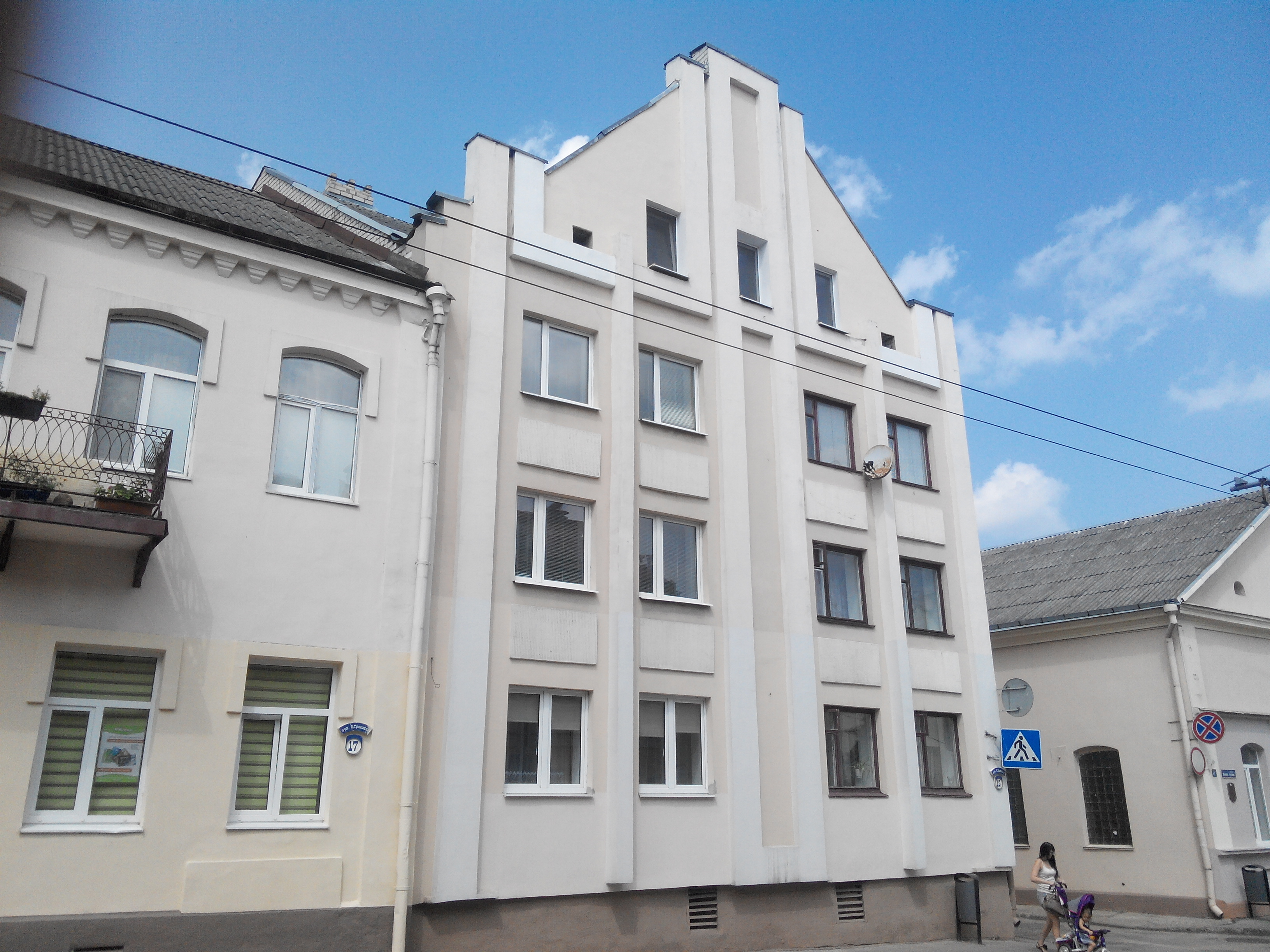
Дом 15
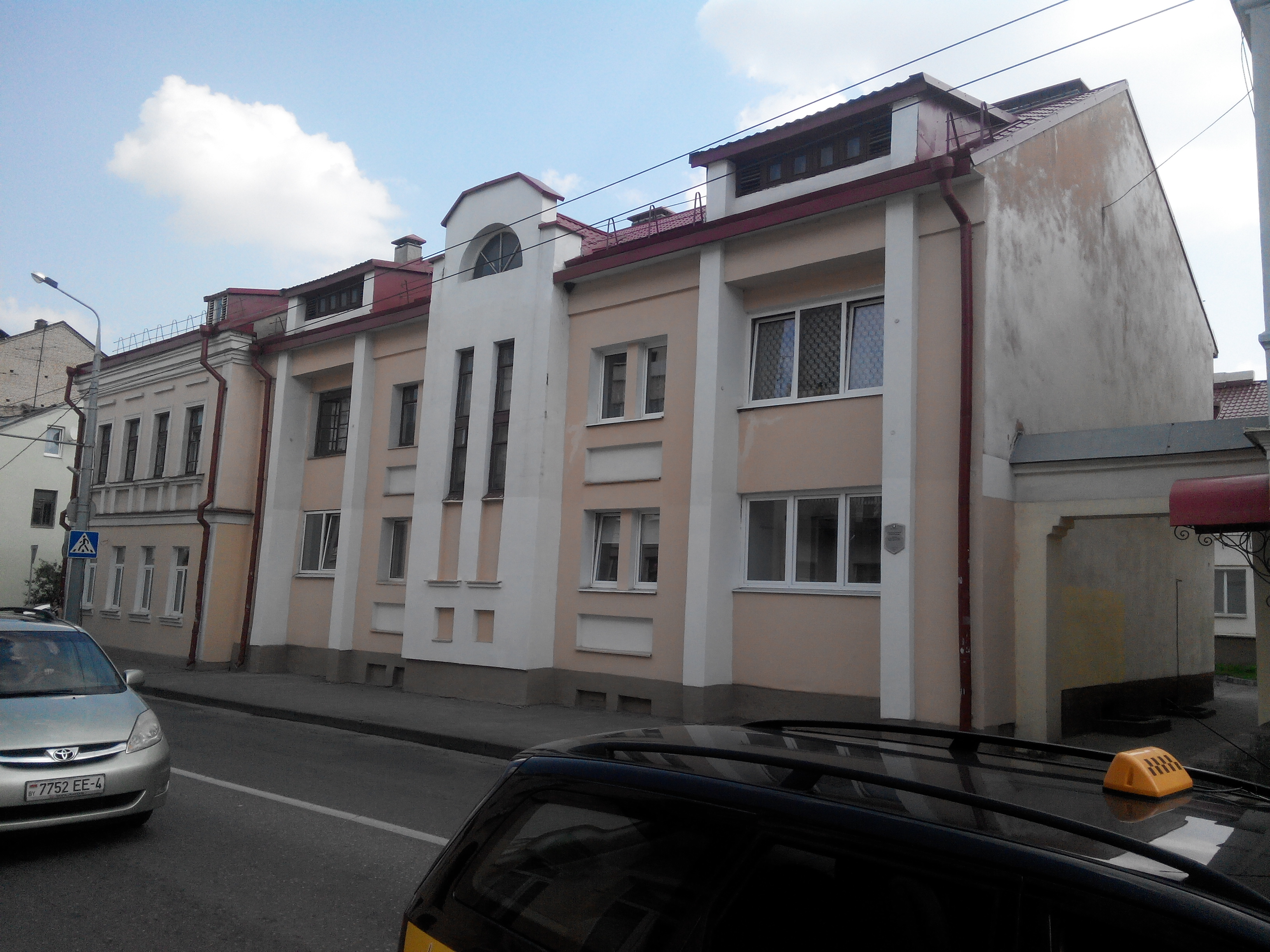
Дом 14